# Colladonus furculatus
Colladonus furculatus är en insektsart som beskrevs av Henry Fairfield Osborn 1905. Colladonus furculatus ingår i släktet Colladonus och familjen dvärgstritar. Inga underarter finns listade i Catalogue of Life.